# Enicospilus kondarensis
Enicospilus kondarensis là một loài tò vò trong họ Ichneumonidae.